# Васильчикова, Александра Ивановна
Александра Ивановна Васильчикова, урождённая Архарова (1795—1855) — фрейлина русского императорского двора (1811), хозяйка литературного салона.

## Биография
Вторая дочь московского военного губернатора Ивана Петровича Архарова и известной петербургской барыни Екатерины Александровны. Унаследовав строгие правила матери, в молодости своей была неприступной красавицей. По воспоминаниям современницы, за девицей Архаровой никто не дерзал ухаживать, но ею удивлялись и все уважали её. Когда при императоре Александре I рассуждали о том, за кого она выйдет замуж, государь ответил, что не знает никого, кто был бы её достоин.
29 января 1819 года состоялась свадьба Александры Ивановны с камергером Алексеем Васильчиковым — богачом почти на 20 лет старше невесты, он слыл добряком, но в целом человеком весьма заурядным. Венчались в Петербурге в Симеоновской церкви, поручителями по жениху были Н. А. Загряжский и граф В. П. Кочубей, по невесте её мать Е. Архарова. По свидетельству Б. Н. Чичерина, в семье Васильчиковых всем заправляла Александра Ивановна, женщина бойкая и дородная, настоящая московская барыня хорошего тона, муж же её держал себя смирно.
По характеристике её племянника В. Соллогуба, Васильчикова была «женщина высокой добродетели, постоянно озабоченная воспитанием своих детей». В обществе её звали «Tante Vertu» (Тетушка Добродетель) и рассказывали анекдоты о её чрезмерной заботливости, с которой она старалась отдалить от детей всё, что носило на себе хотя отдаленную тень неблагонамеренности или неблагопристойности. Чтобы воспитывать детей вдали от пагубного влияния большого света, в 1838 году она оставила Петербург и переселилась в Киевскую губернию. Дом свой она вела на английский манер, дочери её походили на английских леди, хотя имели русскую гувернантку, а средний из сыновей был настоящий master Peter.
Не обладая глубоким умом, Васильчикова имела свойственное людям того времени уважение к образованию и старалась внушить его детям. Много путешествовала с дочерьми за границей, знакомилась с замечательными людьми, в Москве постоянно ездила на все публичные лекции и старалась заманить литераторов в свой салон, который держала для узкого круга знакомых в 1840-х годах. В салоне Васильчиковых пикировались западники и славянофилы; его завсегдатаями были Грановский, Крюков, Шевырев, Павлов, Чаадаев, Самарин и К. Аксаков.
Васильчикова в числе нескольких других лиц получила 4 ноября 1836 года подметное письмо с пасквилем на Пушкина. Незадолго до своей кончины она продиктовала Бартеневу свои воспоминания о последних днях поэта. По её словам, мать Пушкина подарила ей то письмо, где он извещал родителей о согласии императора на его брак с Гончаровой; впоследствии Пушкин предлагал ей выменять его на несколько других автографов, но она не согласилась.

## Семья
В браке с действительным тайным советником, сенатором Алексеем Васильевичем Васильчиковым (1776—1854) имела детей:
- Екатерина (18.02.1821[7]—до 1825), крещена 13 марта 1821 года в Симеоновской церкви при восприемстве И. В. Васильчикова и тетки княгини М. В. Кочубей.
- Анна (Лина, 25.06.1823[8]—1890), крещена 13 марта 1821 года в Симеоновской церкви при восприемстве графа А. И. Рибопьера и тетки графини С. И. Соллогуб. Жена с 1845 года[9] графа Павла Трофимовича Баранова.
- Василий (06.09.1825[10]—1861), крещен 16 сентября в церкви Зимнего дворца при восприемстве графа А. И. Рибопьера и тетки графини С. И. Соллогуб; слабоумный; в 1831 году в качестве гувернёра к нему был приглашён совершенно неизвестный тогда Гоголь, проживший на этом положении несколько месяцев в доме Васильчиковых.
- Екатерина (06.09.1825[10]—1888), крещена вместе с братом близнецом в церкви Зимнего дворца; фрейлина двора, жена с 1850 князя Владимира Александровича Черкасского.
- Софья (29.04.1827[11]—13.09.1827), крещена в Исаакиевском соборе при восприемстве графа А. И. Рибопьера и тетки графини С. И. Соллогуб.
- Пётр (17.08.1829[12]—1898), крещен 13 сентября 1829 года в Исаакиевском соборе при восприемстве графа А. И. Рибопьера и бабушки Е. А. Архаровой; камергер; женат на графине Евгении Владимировне Орловой-Давыдовой; их дочь Евгения вышла замуж за князя А. М. Волконского.
- Александр (01.10.1832[13]—1890), крещен 12 октября 1832 года в Исаакиевском соборе при восприемстве графа А. И. Рибопьера и бабушки Е. А. Архаровой; историк, гофмейстер, директор Императорского Эрмитажа; женат на графине Ольге Васильевне Олсуфьевой.

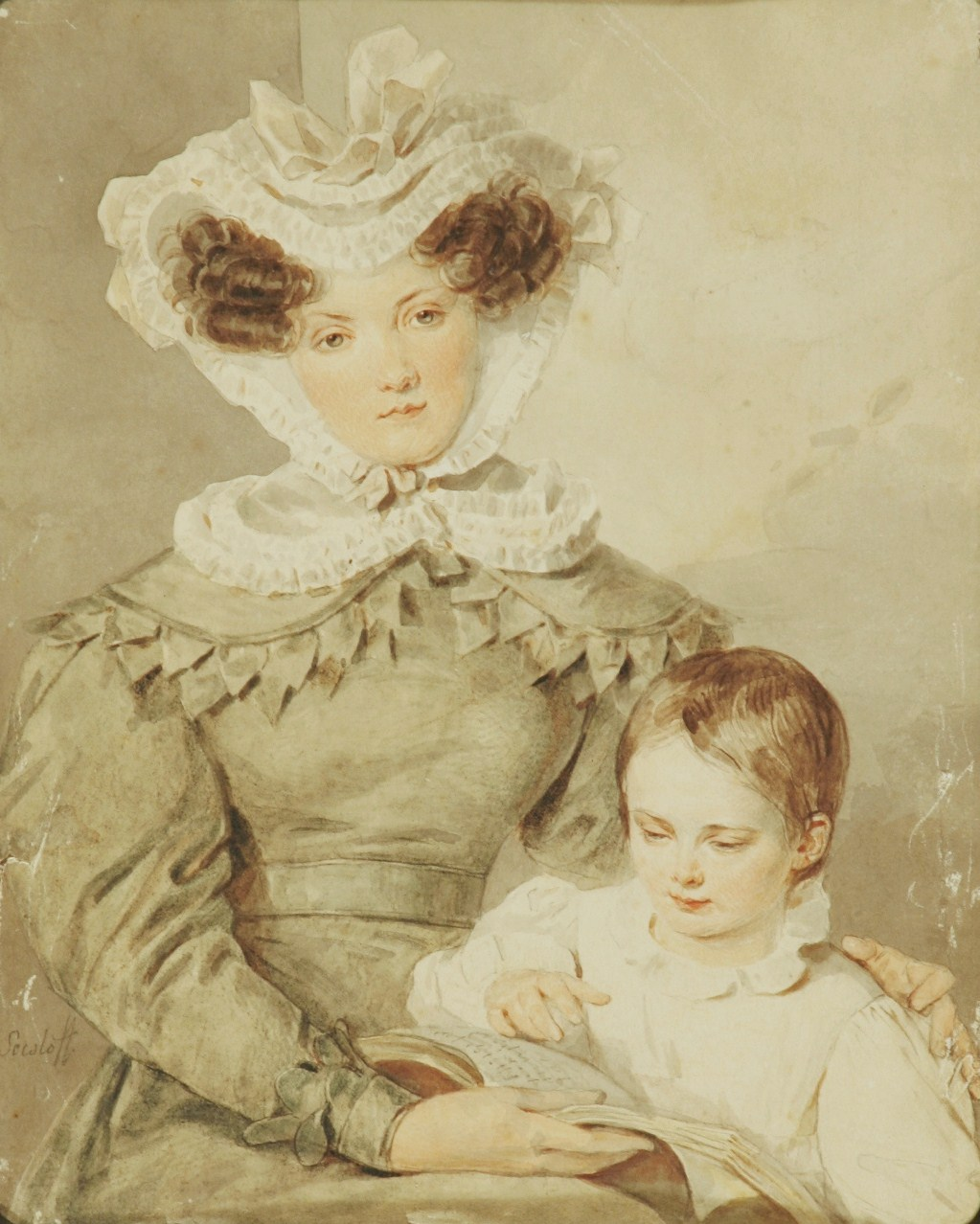
Александра Ивановна с дочерью Анной
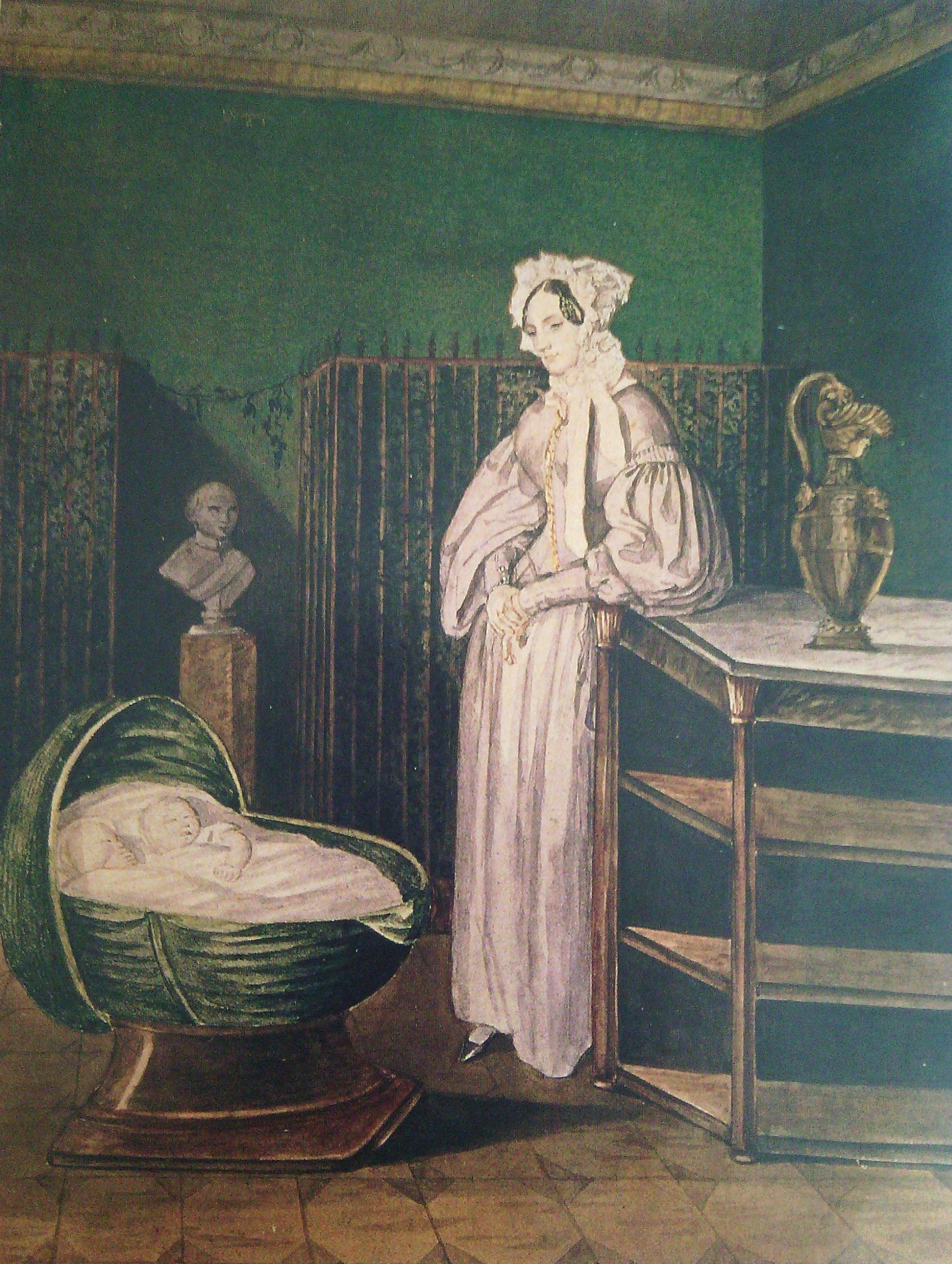
Александра Ивановна с детьми-близнецами
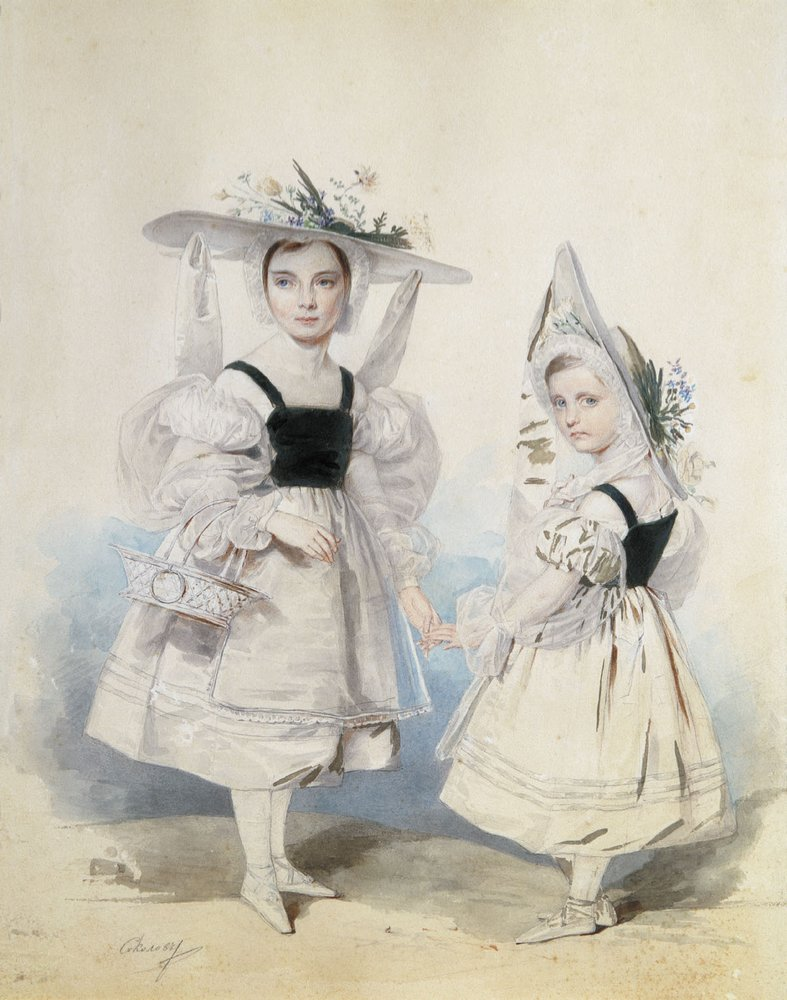
Дочери Анна и Екатерина
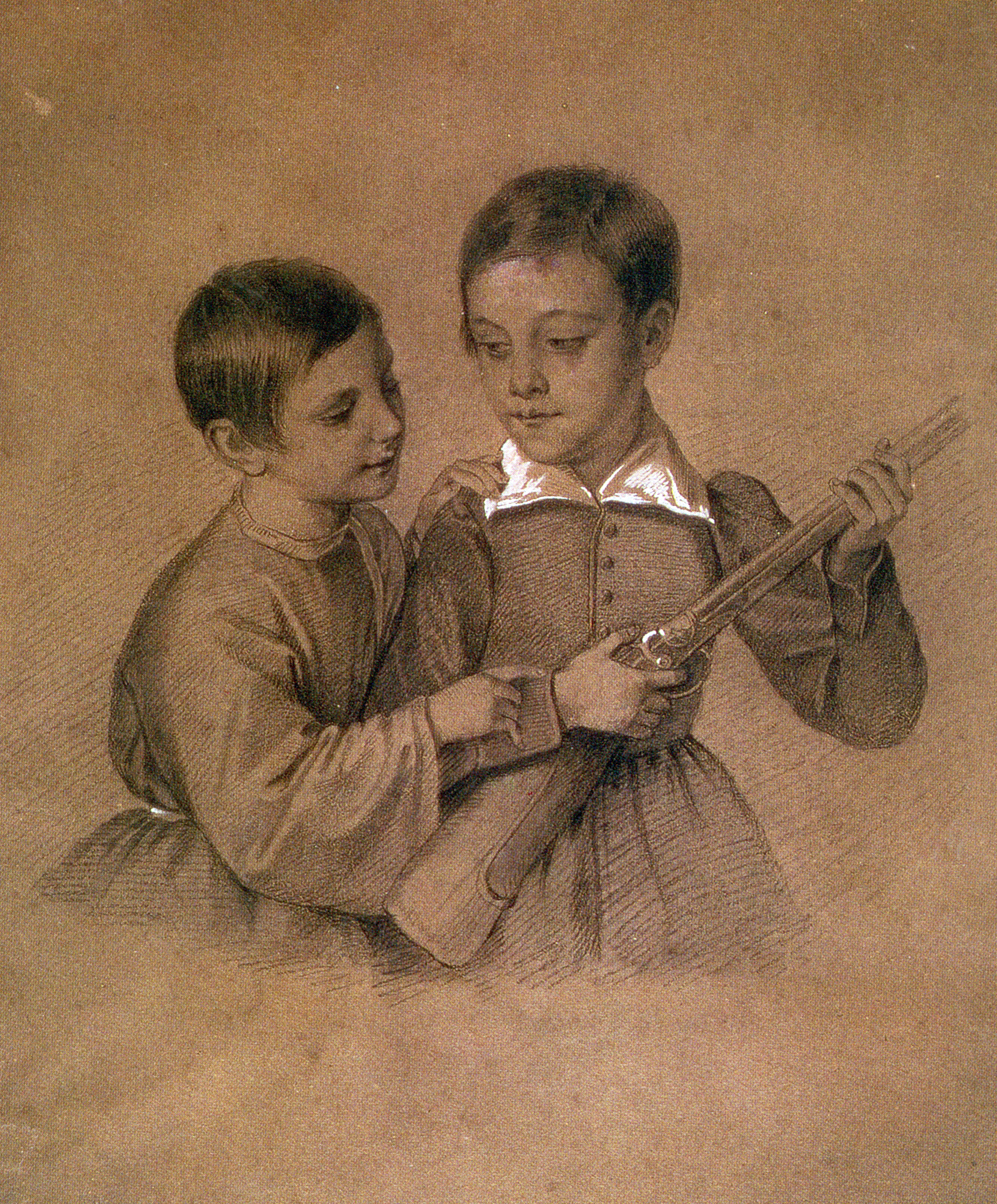
Сыновья Александр и Пётр